# Бележень
Бележень, Бележені (рум. Belejeni) — село у повіті Біхор в Румунії. Входить до складу комуни Дрегенешть.
Село розташоване на відстані 375 км на північний захід від Бухареста, 63 км на південний схід від Ораді, 90 км на захід від Клуж-Напоки, 133 км на північний схід від Тімішоари.

## Населення
За даними перепису населення 2002 року у селі проживали 308 осіб, з них 307 осіб (99,7%) румунів. Рідною мовою 307 осіб (99,7%) назвали румунську.